# Sarah Lewis
Sarah Lewis es una deportista británica que compitió en triatlón. Ganó dos medallas en el Campeonato Europeo de Triatlón de Media Distancia en los años 2017 y 2018.

## Palmarés internacional
| Campeonato Europeo | Campeonato Europeo  | Campeonato Europeo | Campeonato Europeo |
| Año                | Lugar               | Medalla            | Prueba             |
| ------------------ | ------------------- | ------------------ | ------------------ |
| 2017               | Herning (Dinamarca) | Medalla de bronce  | Individual         |
| 2018               | Ibiza (España)      | Medalla de plata   | Individual         |